# (8002) Tonyevans
(8002) Tonyevans est un astéroïde de la ceinture principale découvert en 1986.

## Description
(8002) Tonyevans a été découvert le 4 décembre 1986 à l'observatoire Kleť, en République tchèque, en Bohême-du-Sud, par Antonín Mrkos.

### Caractéristiques orbitales
L'orbite de cet astéroïde est caractérisée par un demi-grand axe de 2,41 UA, un périhélie de 1,98 UA, une excentricité de 0,18 et une inclinaison de 1,87° par rapport à l'écliptique. Du fait de ces caractéristiques, à savoir un demi-grand axe compris entre 2 et 3,2 UA et un périhélie supérieur à 1,666 UA, il est classé, selon la JPL Small-Body Database, comme objet de la ceinture principale.

### Caractéristiques physiques
(8002) Tonyevans a une magnitude absolue (H) de 14,7 et un albédo estimé à 0,331.

## Étymologie
Cet astéroïde est nommé en l'honneur de l'astronome amateur Anthony Evans (1944-).